# Comte de Forfar

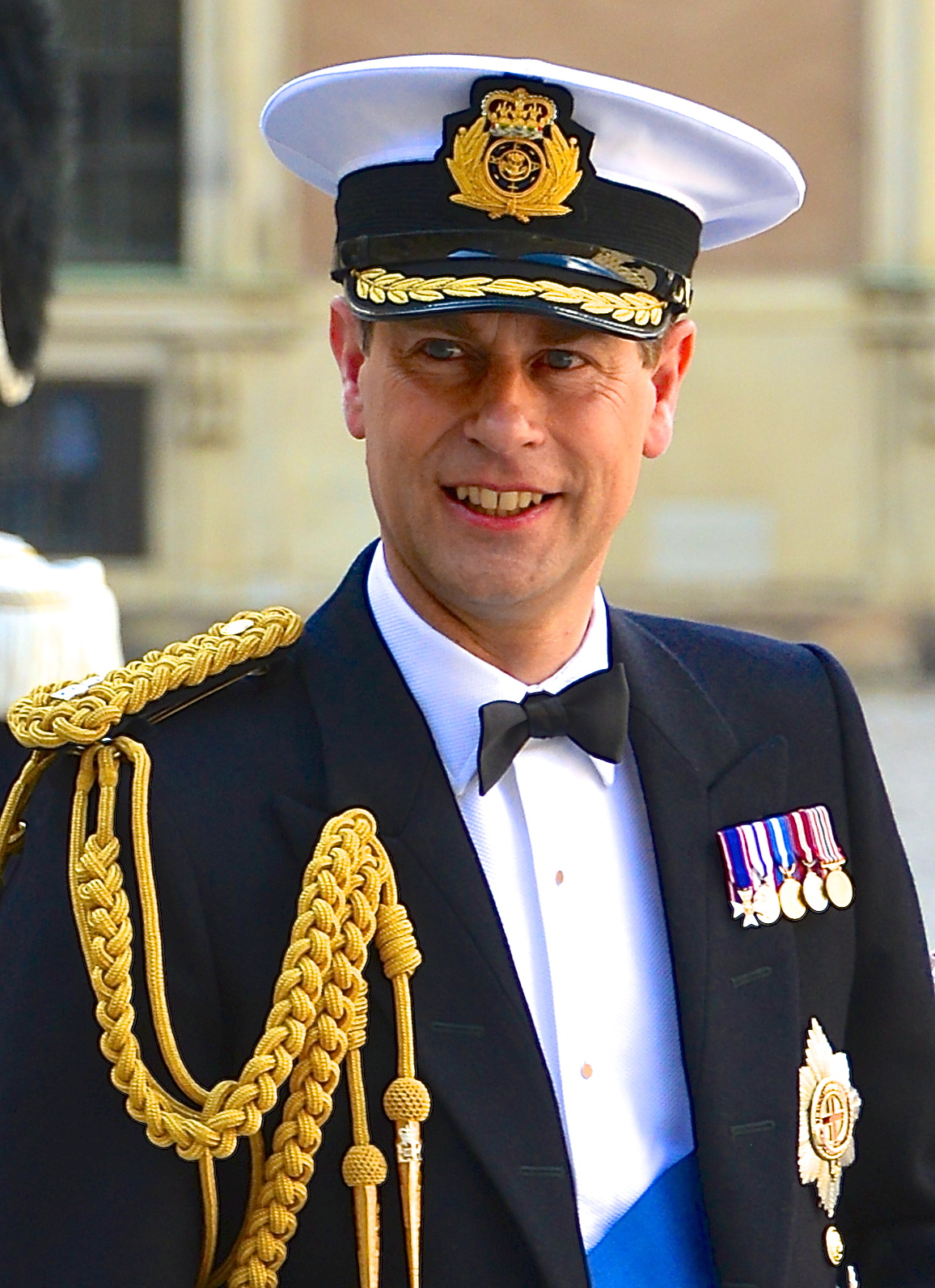
Le prince Edward, actuel comte de Forfar.

Comte de Forfar est un titre de noblesse écossais lié à la localité de Forfar dans le comté d'Angus en Écosse. C'est la principale ville près du château de Glamis qui appartient aux comtes de Strathmore et Kinghorne, famille de la reine mère Elizabeth Bowes-Lyon.

## Histoire du titre
Le titre a été créé pour la première fois en 1661 dans la pairie d'Écosse et s'est éteint en 1715. Il était alors un titre subsidiaire du comte d'Ormonde.
Le titre est créé pour la seconde fois en 2019 dans la pairie du Royaume-Uni par la reine Élisabeth II et accordé à son fils le prince Edward, comte de Wessex, à l'occasion de ses 55 ans. Le titre est utilisé lors de ses déplacements en Écosse.

## Comtes de Forfar

### Première création (1661)
Titre subsidiaire : lord  Wandell et Hartside (1661)
- 1661-1712 : Archibald Douglas (1653-1712), créé comte par le roi Charles II ;
- 1712-1715 : Archibald Douglas (1692-1715), fils du précédent.

Pas de descendance

### Seconde création (2019)
Titre subsidiaire : vicomte Severn, comte de Wessex (1999)
- Depuis 2019 : Edward du Royaume-Uni (1964-), créé comte par la reine Élisabeth II.